# إدوارد فيلين
إدوارد ألبرت فيلين (بالإنجليزية: Edward A. Filene) «3 سبتمبر 1860 – 26 سبتمبر 1937» رجل أعمال أمريكي وفاعل خير. اشتُهر ببناء سلسلة متاجر فيلين ودوره الحاسم في الاتحادات الائتمانية الرائدة في جميع أنحاء الولايات المتحدة.

## النشأة
وُلد إدوارد في سالم بولاية ماساتشوستس، وهو واحد من خمسة أبناء لوليام فيلين (من مواليد 8 مايو 1830) وكلارا بالين (من مواليد 13 ديسمبر 1833). كان والداه من المهاجرين اليهود الألمان، والده من بوزن بروسيا أما والدته فقد ولدت في سيغنيتز بافاريا. هاجر وليام إلى الولايات المتحدة في عام 1848 بعد التخلي عن كلية الحقوق في برلين. في وقت ما من خمسينيات القرن التاسع عشر التقى ويليام وكلارا أثناء زيارة كلارا لأقارب لها في هارتفورد بولاية كونيتيكت. وقد تزوجا في مدينة نيويورك. وكونه بائعاً لملابس النساء فقد أسس وليام شركة مؤلفة من العديد من متاجر البيع بالتجزئة الصغيرة.
ولد إدوارد في سالم ماساتشوستس. وفي عام 1865 حين كان في سن الخامسة تعرض لإصابة تركته أعرجاً بشكل دائم كما ابتلي بالأكزيما طيلة حياته. في عام 1872 سجلت كلارا فيلين أولادها الذكور الثلاثة في معهد هاندل وهو مدرسة عسكرية معروفة بتميزها في التدريس والانضباط. بقي الأولاد في المدرسة حتى عام 1875، وكانت فترة من الوحدة الشديدة والحنين إلى الوطن بالنسبة لإدوارد كشابٍ مراهق. وقد كان فيلين خجولًا ولم يتزوج أبداً. وبعد عودته إلى الولايات المتحدة التحق إدوارد بالمدرسة الثانوية في لين ماساتشوستس كما عمل في متجر والده ليلًا وفي عطلات نهاية الأسبوع والصيف.

## مسيرته المهنية
في عام 1881، حين كان إدوارد في الحادية والعشرين، أسس والده وليام متجراً متعدد الأقسام في بوسطن. بدأ إدوارد السفر في ثمانينيات القرن التاسع عشر وشراء البضائع ودراسة الممارسات التجارية كما درس بشكل متزايد كيف تنظم المجتمعات المختلفة والمشاكل التي تواجهها. اجتاز إدوارد امتحانات القبول في جامعة هارفارد في عام 1890 في الوقت الذي أصيب فيه والده بمرض خطير. في الثلاثين من عمره تخلى إدوارد عن طموحاته التعليمية لتولي الأعمال العائلية. وقد كانت إحدى خيبات أمله الكبرى في حياته عدم قدرته على الذهاب إلى جامعة هارفارد.
فيما بعد قام مع شقيقه الأصغر أبراهام لنكولن فيلين بتغيير اسم متجر والده إلى «شركة أبناء وليام فيلين»، والذي أصبح فيما بعد «فيلين». على الرغم من أن المتجر لم يحقق أرباحاً لسنوات عديدة إلا أنه جذب المزيد من العملاء وفي النهاية بدأ بتحقيق الأرباح المرجوة، حتى أنه دعم المتجر الرئيسي لفيلين خلال فترة الكساد العظيم.
بحلول عام 1928 طُرد إدوارد من إدارة المتاجر من قبل زملائه المساهمين الذين «استاؤوا من سياسات الإدارة الليبرالية»، لكنه احتفظ بمكتبه وبلقب الرئيس. لكن خروجه من العمل سمح له بتكريس مزيد من الوقت للأشياء التي يحبها كالسفر والمنظمات المدنية والعمل الخيري، وقد كتب الكثير من الخطب والنشرات وعدة كتب.

### سياسات إدارة متجر فيلين
استلهم إدوارد فيلين أفكار الإدارة العلمية لفريدريك وينسلو تايلور وعدّل هذه الأفكار لاستخدامها في بيئة البيع بالتجزئة. بينما اشتهر تايلور باستخدام الأساليب العلمية لزيادة كفاءة مكان العمل إلا أنه كان مهتماً أيضاً بكيفية تحسين جودة العمل بالنسبة للموظفين. ويرجع الفضل لفيلين بتحسين عدد من تقنيات البيع بالتجزئة غير المستغلة وفي بعض الحالات ابتكارها أيضاً. على سبيل المثال فقد قدم متجر فيلين أوصافاً كاملة وصادقة لبضائعه وعرض على الزبائن «استرداد الأموال في حال عدم الرضى».
كان إدوارد فيلين مؤيداً للنهج العلمي لإدارة البيع بالتجزئة. وفي عام 1909 قدم مبدأ «تسوية الطابق السفلي» والذي يعني وجوب بيع البضائع في غضون 30 يوماً أو تخفيض قيمتها وبعد 12 يوماً من عدم البيع تُخفض أسعار البضائع بنسبة 25٪، وإذا لم تبع بعد 18 يوماً يحدث تخفيض إضافي بنسبة 25٪. وفي حال بقيت البضائع غير المباعة لمدة شهرين تُمنح للجمعيات الخيرية. على الرغم من أن الطابق السفلي لفيلين لم يكن الأول من نوعه في الولايات المتحدة إلا أن مبدأ «تخفيض السعر التلقائي» قد أثار حماس الزبائن وأثبت أنه مربح للغاية. أشرف فيلن شخصياً على بناء الطابق السفلي الأول في بوسطن. ولكونه من دعاة توعية المستهلك فقد قدم أدوات متطابقة الألوان في أقسام الملابس في متاجره.
كان فيلين رائداً في شؤون العاملين إذ أسس برنامجاً لتقاسم الأرباح ووضع حداً أدنى للأجور للنساء العاملات وجعل أسبوع العمل من 40 ساعة، بالإضافة لعيادات صحية وإجازات مدفوعة الأجر. كما لعب دوراً مهماً في تشجيع جمعية فيلين التعاونية وهي قد تكون من أوائل اتحادات الشركات الأمريكية، ومن خلال هذه القناة شارك فيلين بشكل بناء مع موظفيه في عمليات المفاوضة الجماعية والتحكيم.

### أصول الاتحادات الائتمانية الأمريكية
في عام 1907 جال فيلين في جميع أنحاء العالم، وبحلول فبراير وصل إلى كالكوتا في الهند. حيث زار بعض البنوك التعاونية الريفية التي عززتها ومولتها الحكومة الاستعمارية البريطانية. وعند عودته اتصل برفيقه فرانكلين دي. روزفلت واقترح أن تقوم حكومة الولايات المتحدة في الفلبين بتشجيع نوع مماثل من التنظيم.
فقد أدرك أن الاتحادات الائتمانية يمكن أن تساعد العمال الأميركيين العاديين في الحصول على قروض بأسعار معقولة. وعلى نفس القدر من الأهمية يمكن للعمال توفير أموالهم حتى يكونوا مستعدين في الأزمات. وأسس جمعية مدخرات وقروض للموظفين والتي أصبحت فيما بعد اتحاد ائتمان موظفي فيلين.
بعد هذه الرحلة كان العمل الخيري الذي مارسه بالإضافة إلى جهود التطبيق المستمرة لشريكه روي بيرغنغرين عاملاً حاسماً في ظهور الاتحادات الائتمانية في الولايات المتحدة. كما تبرع بمبلغ مليون دولار لشركة توزيع المستهلكين لمساعدتهم على تنظيم شبكة وطنية من متاجر البيع بالتجزئة التعاونية.
في عام 1908 ساعد فيلين والمفوض المصرفي في ماساتشوستس بيير جاي في تنظيم جلسات استماع عامة حول تشريعات إنشاء اتحاد ائتماني في ولاية ماساتشوستس. فكان قانون اتحاد ائتمان ماساتشوستس لعام 1909 أول قانون اتحاد ائتماني شامل في الولايات المتحدة، والذي سيكون فيما بعد بمثابة نموذج لقانون اتحاد الائتمان الفيدرالي لعام 1934.
يبدو أن فيلين بالتعاون مع بيير جاي كان المسؤول عن اعتماد مصطلح «الاتحاد الائتماني» في الولايات المتحدة. وقد أدى اهتمامه بمحاربة المرابين والقروض الاستهلاكية باهظة الثمن إلى اختيار كلمة «ائتمان»، كما أن اهتمامه بالأشخاص العاملين جعله يريد أن يلقي الضوء على النقابات بشكلٍ أكثر إيجابية.
استلهم فيلين من التجربة في العديد من الدول الأوروبية حيث كانت تسمى الاتحادات الائتمانية «البنوك الشعبية»، فنظم الرابطة الوطنية للبنوك الشعبية لتعزيز قضية الاتحاد الائتماني في الولايات المتحدة. ومع ذلك لم يتحقق الكثير من طموحه حتى عام 1921 حين وجد فيلين في روي بيرغنغرين المنظم الرئيسي الذي يحتاجه. جنباً إلى جنب مع بيرغنغرين أسس مكتب الإرشاد الوطني للاتحاد الائتماني.

## روابط خارجية
- إدوارد فيلين على موقع الموسوعة البريطانية (الإنجليزية)